# Elio Ragni
Elio Ragni (* 5. Dezember 1910 in Mailand; † 19. Juni 1998) war ein italienischer Leichtathlet.
Ragni belegte bei den Leichtathletik-Europameisterschaften 1934 in Turin mit der italienischen 4-mal-100-Meter-Staffel den vierten Platz. Bei den Olympischen Spielen 1936 in Berlin gewann er gemeinsam mit Orazio Mariani, Gianni Caldana und Tullio Gonnelli die Silbermedaille in der Staffel hinter der US-amerikanischen und vor der deutschen Mannschaft.
Elio Ragni war 1,78 m groß und hatte ein Wettkampfgewicht von 64 kg. Er startete für den SC Italia Milano.